# 大石良麿
大石良麿（おおいし よしまろ　寛文11年（1671年）6月10日 - 寛延3年（1750年））は、江戸時代前～中期の弘前藩士。通称は郷右衛門（ごうえもん）。大石良雄は良麿のはとこ甥、赤穂義士・大石信清と討ち入り不参加の大石信興兄弟は良麿の従兄弟にあたる。

## 生涯
寛文11年（1671年）、赤穂藩大石西家・大石良総（無人）の長男として江戸で誕生。
延宝2年（1674年）、弟・三平が生まれる。元禄元年（1688年）、津軽家は本所に屋敷替えとなる。同3年（1690年）、19歳の時に生母・奈津が死去。同9年（1696年）、良麿は弘前藩で200石の上士となり、本所の江戸屋敷と弘前を藩主の参勤交代とともに交代勤仕した。
元禄11年（1698年）5月12日、良麿は正司氏の長女・玖美と婚姻したが、山鹿流門閥の元家老・津軽政朝が媒酌人となった事に無人は激怒し、婚姻の儀や披露宴にも列席を拒絶した。これにより良麿は父と疎遠となり別行動を取るようになる。
同12年（1699年）4月、庶子・与一が誕生、成長につれ大人しい良麿に似ず「らんきたれがき」（津軽方言。怒りっぽく癇癪持ち）ぶりを発揮し弟・三平似だった。同14年（1701年）3月、国元でも三の丸に拝領した屋敷で嫡男・与次郎が生まれた。
同年8月13日、吉良義央が松平信望の本所の屋敷に屋敷替えになると、父・元赤穂浪人・大石無人、弟・大石三平（赤穂大石西家継嗣）が赤穂義士に協力したのに対し、良麿は筆頭家老となった杉山成武（石田三成の玄孫）と共に、主君・津軽信政に吉良を救出するため津軽藩兵を出すことを説いた。信政の三男・那須資徳が貞享4年（1687年）に改易になった際、吉良義央が尽力して旗本として再興できた恩があるからである。
正徳2年（1712年）に父・無人が死去。弟・三平が葬儀をし墓を守る。寛延3年（1750年）に良麿も死去。享年79。墓は無人・三平と別れ、曹洞宗から改宗したため、本行寺にある。既に大石良饒は家老・山鹿政方（山鹿素行の孫）率いる山鹿流門閥と敵対し敗北、津軽から放逐されていた（赤穂義士の信清の家を継ぎ赤穂藩森家に仕える）。弘前大石家の家督は良任（同名の郷右衛門を継ぐ）が相続、その弟である良誠の子・良篤（良任の養子）、良誠の孫・良遂（よしなり）と継承されていく。

## 登場する作品
- 長辻象平『忠臣蔵釣客伝』